# Agenzia Informazioni e Sicurezza Esterna

AISE-Wappen

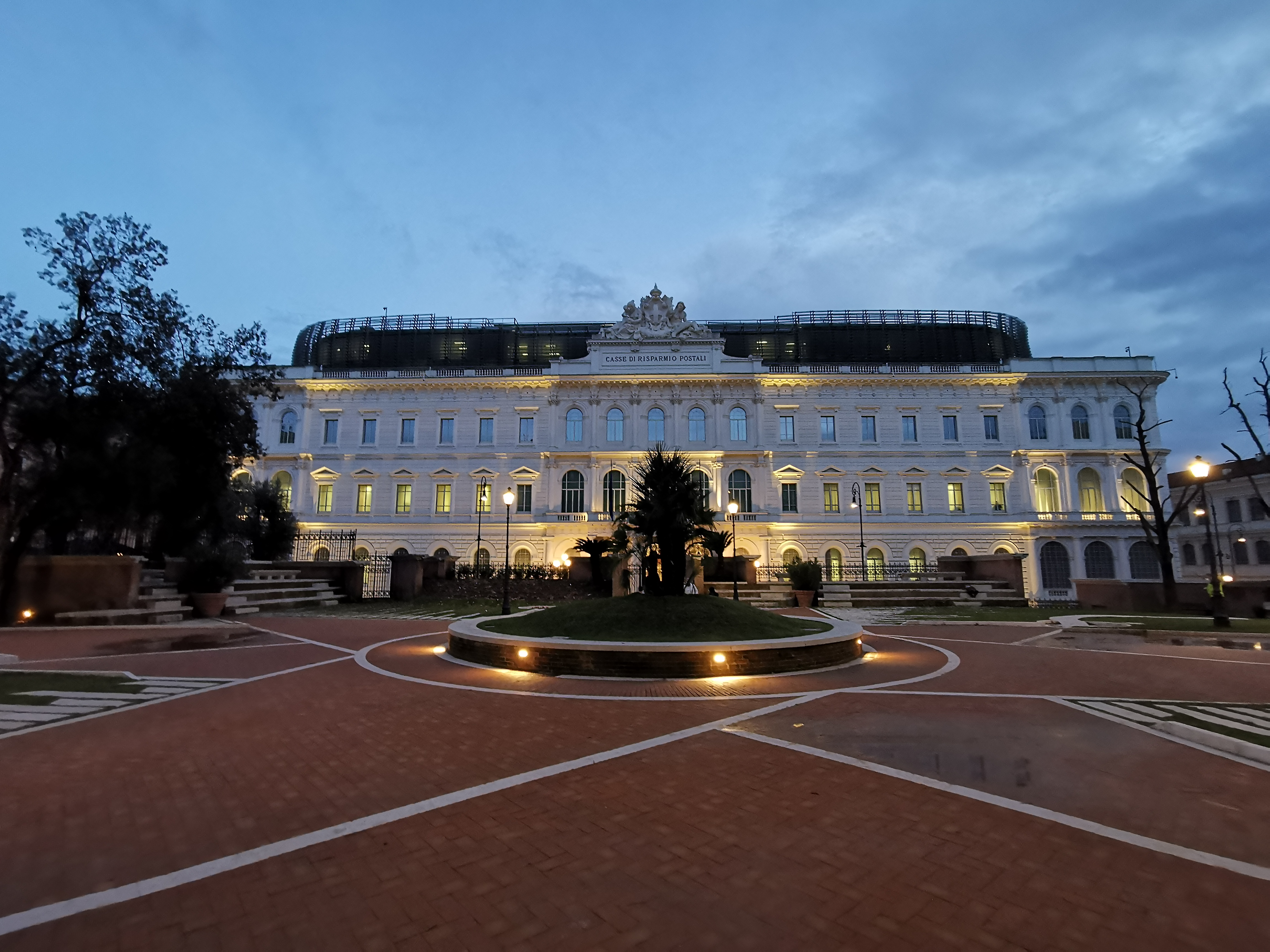
Sitz der italienischen Geheimdienste in Rom

Die Agenzia Informazioni e Sicurezza Esterna (AISE; deutsch „Amt für Informationen und äußere Sicherheit“) ist seit 2007 der Auslandsnachrichtendienst Italiens. Durch ein Gesetz über die Reform der italienischen Nachrichtendienste vom 3. August 2007 übernahm die neue Agentur fast alle Aufgaben des aufgelösten militärischen Dienstes SISMI.

## Auftrag und Organisation
Die AISE untersteht wie der Inlandsdienst Agenzia Informazioni e Sicurezza Interna dem italienischen Ministerpräsidenten bzw. einem von ihm beauftragten Minister ohne Portefeuille oder Staatssekretär. Zur Koordinierung der Nachrichtendienste besteht beim Amt des Ministerpräsidenten die Dienststelle Dipartimento delle Informazioni per la Sicurezza (DIS).
Im Gegensatz zu seinem Vorgängerdienst SISMI, der im Inland auch für die Spionageabwehr zuständig war und unter diesem Vorwand in unrechtmäßige Operationen in Italien verwickelt war, ist die AISE ausschließlich für das Ausland zuständig. Will sie im Inland tätig werden, kann sie das nur in Zusammenarbeit mit dem Inlandsdienst und unter der Kontrolle des DIS tun.
Die AISE untersteht dem Ministerpräsidenten, berichtet jedoch auch an die Ministerien für Inneres, Äußeres und Verteidigung. Der Ministerpräsident legt die genaue Aufgabenteilung zwischen dem Auslandsdienst AISE und dem militärischen Fachnachrichtendienst des Generalstabs, des Centro Intelligence Interforze fest. Die genannten Ministerien werden direkt mit relevanten Informationen versorgt, alle anderen müssen ihre Anfragen an das DIS richten.
Unter dem Vorsitz des Ministerpräsidenten legt der Kabinettsausschuss Comitato Interministeriale per la Sicurezza della Repubblica (CISR) unter anderem die allgemeinen Auftragsprofile für die Dienste fest.

## Einrichtungen
Die Zentrale der AISE befindet sich im nordwestlich der Innenstadt von Rom gelegenen Forte Braschi (sprich: Braski), die Leitung hat einen zweiten Dienstsitz beim DIS an der Piazza Dante im Stadtteil Esquilino (⊙). Andere bekannte Einrichtungen der AISE sind die Abhöranlage bei Cerveteri (Rom, ⊙) und das Ausbildungszentrum CAG bei Capo Marrargiu (Torre Poglina) auf Sardinien. Kleinere bekannte Einrichtungen befinden sich in San Donà di Piave bei Venedig, bei Lecce in Apulien sowie in Oristano auf Sardinien. Diese und andere in Italien gelegene AISE-Objekte werden von einem Militärverband namens Raggruppamento Unità Difesa (RUD) geschützt, dessen Bezeichnung auch als Deckname für diese AISE-Einrichtungen verwendet wird.

## Sonstiges
Seit Dezember 2015 hat der Ministerpräsident das Recht, nach Anhörung des parlamentarischen Komitees zur Kontrolle der Nachrichtendienste im Rahmen von nachrichtendienstlichen Operationen den Einsatz von militärischen Spezialkräften anzuordnen, wenn eine Krise im Ausland die nationale Sicherheit Italiens beeinträchtigt oder wenn der Schutz italienischer Staatsbürger im Ausland nicht anders gewährleistet werden kann. In diesen Fällen liegt die Einsatzführung in der Regel bei dem Auslandsnachrichtendienst AISE, wobei die zugeteilten Spezialkräfte dann den AISE-Mitarbeitern gleichgestellt sind. In der Vergangenheit hatte das sogenannte „K-Büro“ des SISMI in illegaler Weise operiert, mit Unterstützung des seit 1960 bestehenden RUD.

## Leiter
- Bruno Branciforte (2007–2010)
- Adriano Santini (2010–2014)
- Alberto Manenti (2014–2018)
- Luciano Carta (2018–2020)[4]
- Giovanni Caravelli (seit 2020)[5]